# NGC 1382
NGC 1382 est une galaxie lenticulaire située dans la constellation du Fourneau. NGC 1382 a été découverte par l'astronome allemand Julius Schmidt en 1865.

## Caractéristiques
Sa vitesse par rapport au fond diffus cosmologique est de 1 645 ± 18 km/s, ce qui correspond à une distance de Hubble de 24,3 ± 1,7 Mpc (∼79,3 millions d'al).
À ce jour, neuf mesures non basées sur le décalage vers le rouge (redshift) donnent une distance de 18,856 ± 2,419 Mpc (∼61,5 millions d'al), ce qui est à l'extérieur des valeurs de la distance de Hubble. Notons que c'est avec la valeur moyenne des mesures indépendantes, lorsqu'elles existent, que la base de données NASA/IPAC calcule le diamètre d'une galaxie et qu'en conséquence le diamètre de NGC 1382 pourrait être d'environ 15,7 kpc (∼51 200 al) si on utilisait la distance de Hubble pour le calculer.

## Groupe de NGC 1316 et l'amas du Fourneau
NGC 1382 fait partie du groupe de NGC 1316. Ce groupe est aussi membre de l'amas du Fourneau, et il comprend au moins 20 galaxies, dont les galaxies IC 335, NGC 1310, NGC 1316, NGC 1317, NGC 1341, NGC 1350, NGC 1365, NGC 1380, NGC 1381, NGC 1382 et NGC 1404.